# Uniform Office Format
Uniform Office Format, UOF (рус. единый формат для офисных приложений); также известен как Unified Office Format — это открытый стандарт для офисных документов, разработанный в Китае. Включает в себя текстовый процессор, презентации и табличные модули, а также GUI, API и спецификации форматов. Данный формат документа описывает использование находящегося в сжатом файловом контейнере XML и по своей сути схож с форматами OpenDocument и Office Open XML.

## Поддержка приложений

### Офисные пакеты
Целый ряд приложений поддерживают Uniform Office Format, в числе которых:
- EIOffice 2009[2] Он использует файлы, связанные с расширением EIO (.eio). В поздней версии 5.0.1272.101 он не может открывать или сохранять файлы с расширениями .uof, .uot, .uos или .uop. Документация по EIOffice допускает возможность публикации файла в формате XML.[3]
- OpenOffice.org, LibreOffice и Apache OpenOffice в версии 3 и выше может открывать и сохранять файлы в формате UOF с расширениями .uof, .uot, .uos, .uop (текст, таблица, презентация)[4] (Также включает в себя NeoOffice версии 3 и выше — распространённый аналог программы OpenOffice для платформы Macintosh.).[4][5]
- RedOffice 4.0 — китайский аналог OpenOffice, который может открывать и сохранять файлы с расширением .uof.[6]
- WPS Office поддерживает чтение и запись UOF с 2009 года.[7] including UOF 2.0.[7][8]

## UOF 2.0
UOF 2.0 был выпущен в 2011 году при поддержке WPS Office.